# Coffin Bay
Coffin Bay (in passato Coffin's Bay) è una città dell'Australia Meridionale, sita nel sud della penisola di Eyre.

## Geografia fisica

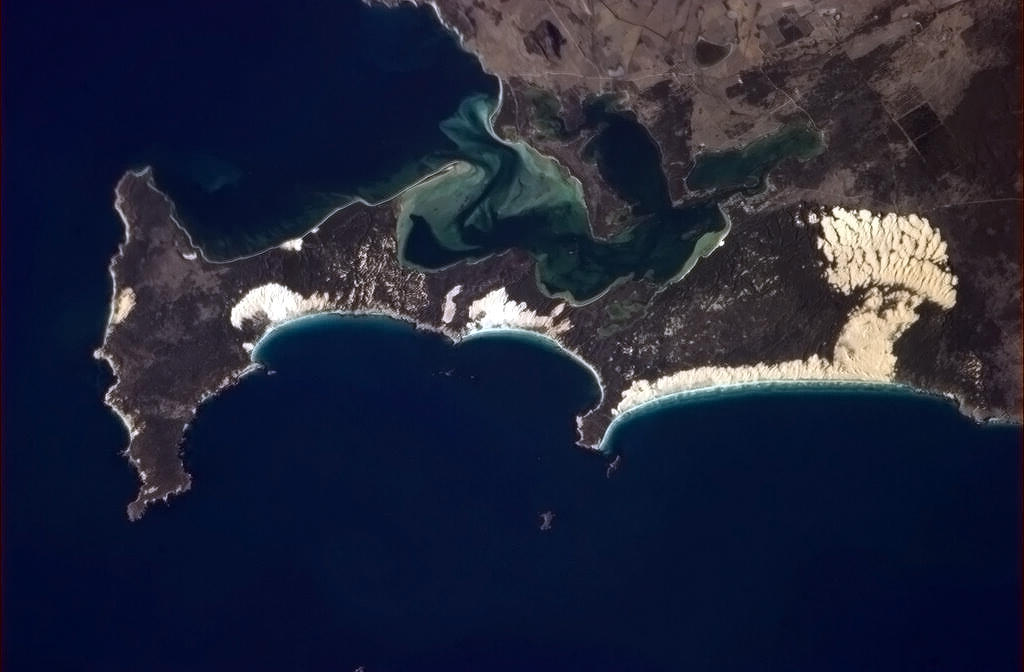
Foto di Coffin Bay da parte della Stazione spaziale internazionale.

L'insediamento sorge sulla porzione occidentale della punta meridionale della penisola di Eyre, circa 46 km ad ovest di Port Lincoln. Come intuibile dal nome, Coffin Bay si affaccia sull'omonima baia, delimitata a sud dall'omonima penisola (Coffin Bay Peninsula) e che a sua volta si riversa sulla Grande Baia Australiana.

### Clima
Come l'intera area nella quale l'abitato sorge, Coffin Bay gode di clima di tipo mediterraneo,con estati calde e secche, inverni miti con precipitazioni moderate: la temperatura media oscilla fra gli 11.3 °C dei mesi invernali e i 21.3 °C di quelli estivi, mentre le precipitazioni medie annue si aggirano attorno ai 389.8 mm.

## Storia

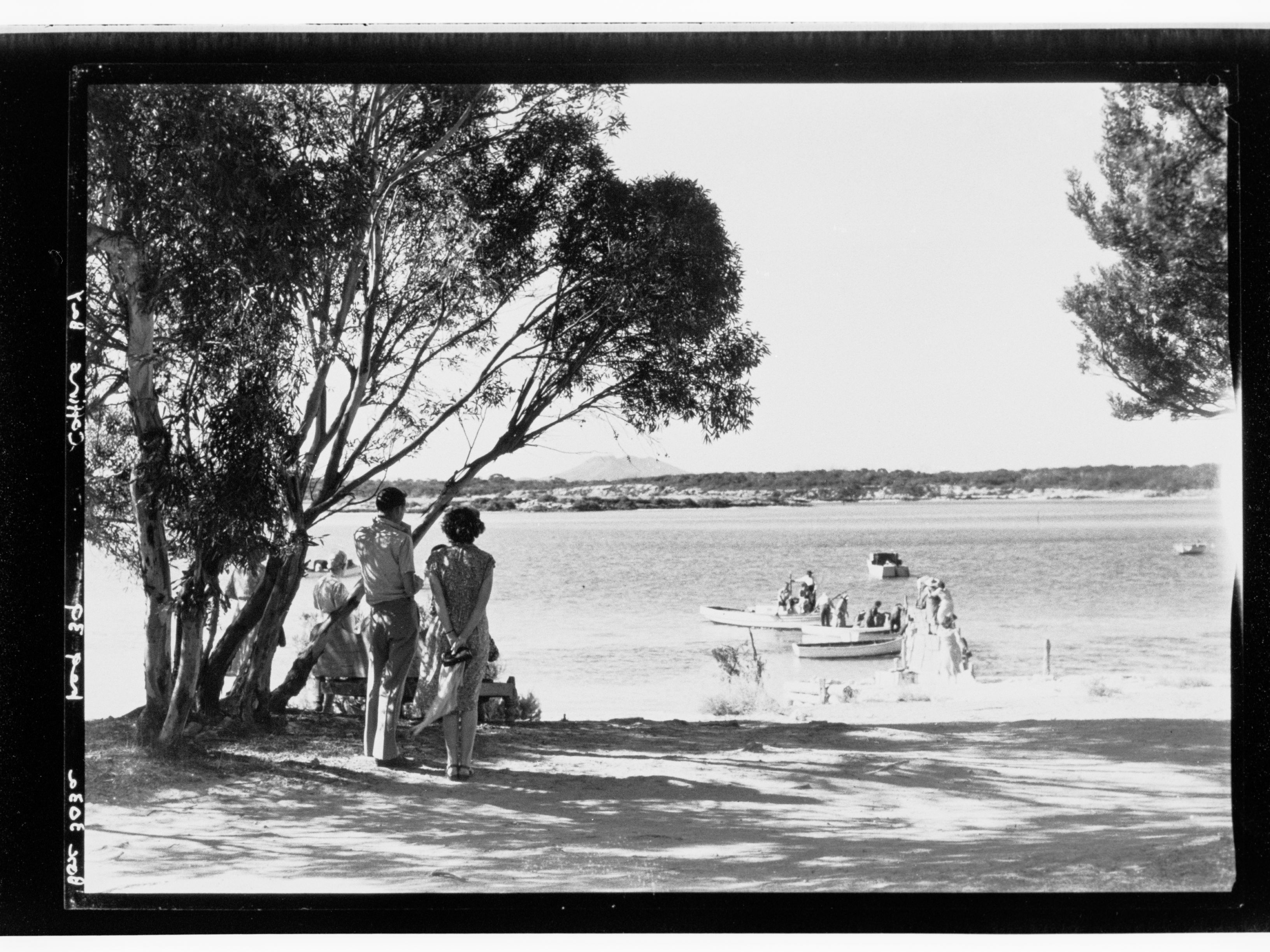
Turisti a Coffin Bay in una foto d'epoca.

La baia dove attualmente sorge l'abitato è stata abitata per decine di migliaia di anni (assieme a gran parte dell'area costiera occidentale della penisola di Eyre) dalla popolazione aborigena dei Nauo. Nel 1802 essa venne visitata dall'esploratore britannico Matthew Flinders, che le diede il nome moderno in onore del suo amico il baronetto Isaac Coffin, allora in comando per conto dell'Ammiragliato a Sheerness, dove la HMS Investigator sulla quale FLinders viaggiava era stata varata: lo stesso anno, la baia venne visitata da Nicolas Baudin, che la battezzò Baie Delambre.
Da allora, la baia rimase fondamentalmente ignorata fino al marzo del 1839, quando il capitano Frederick R. Lees al comando del bricco Nereus vi attraccò e ne effettuò una mappatura dettagliata rimasta in vigore fino a tempi recenti.
Nuovamente l'area rimase relativamente tranquilla per circa un secolo, fra le sporadiche visite dei balenieri e l'arrivo di sparuti coloni (fra cui William Ranson Mortlock che rilevò la concessione per le terre nell'area da tale Hawson, dando inizio all'allevamento dei "Coffin Bay pony" che ancora possono essere osservati selvatici nell'area). Fra il 1952 ed il 1955 il governo dell'Australia Meridionale rese disponibili in leasing a più riprese lotti di terra della corona nella zona: nel 1957, Stanley German Morgan detto Stan, che nel frattempo aveva rilevato la concessione dalla famiglia Mortlock, dichiarò la sezione 132 della centena ad ovest del lago Wangary una "città privata" col nome di Coffin Bay.

Il 16 ottobre del 2003 i confini tradizionali della città privata vennero ampliati a includere l'intera penisola di Coffin Bay a sud e le coste meridionali della baia di Kellidie a nord.

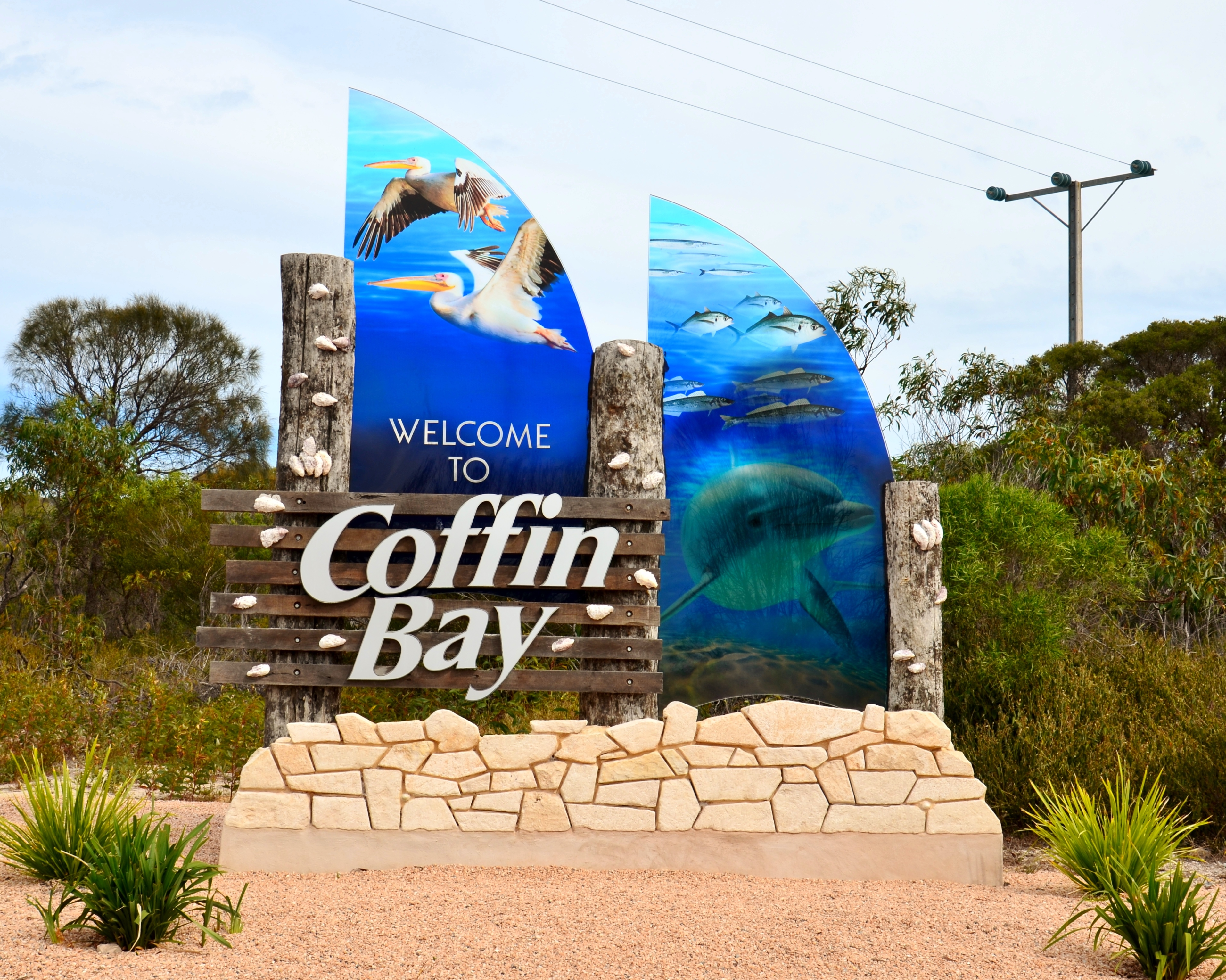
Cartellone di benvenuto all'ingresso del centro abitato.

## Monumenti e luoghi d'interesse
Coffin Bay è circondata da una serie di aree protette di grande interesse naturale, come l'omonimo parco nazionale ed il Kellidie Bay Conservation Park.
La città presenta inoltre un sito ascritto al South Australian Heritage Register, il Coffin Bay Whaling Site (vecchio sito di lavoro dei balenieri a Point Sir Isaac.

## Società

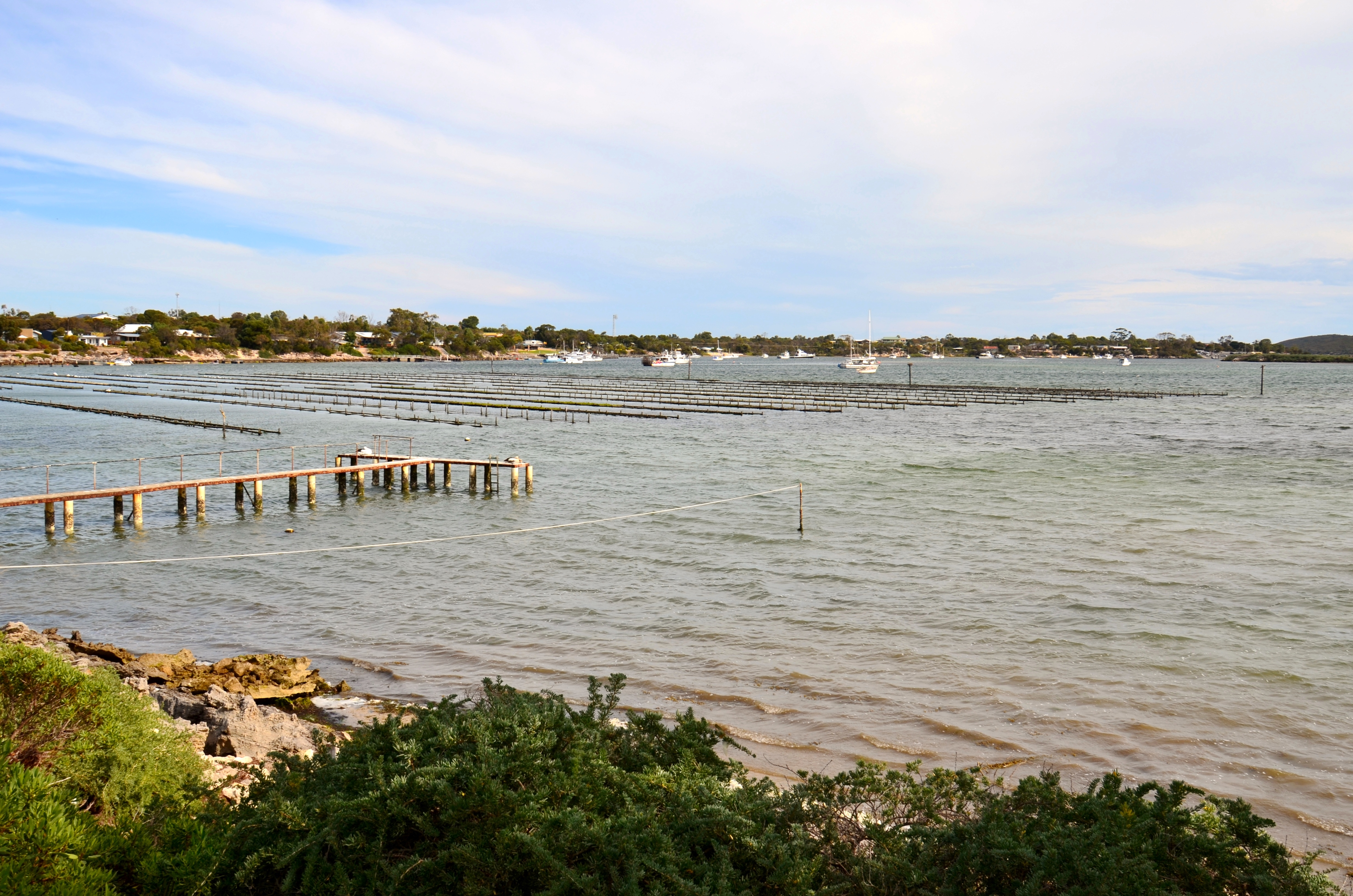
Allevamenti di ostriche al porticciolo di Coffin Bay.

Al censimento del 2016 Coffin Bay ha registrato 611 residenti, in massima parte australiani anglo-celtici: di questi, l'81% è nato in Australia ed il 93,8% dichiara di parlare inglese come lingua madre.
Il 44,3% degli abitanti di Coffin Bay si dichiara non religioso.

## Economia

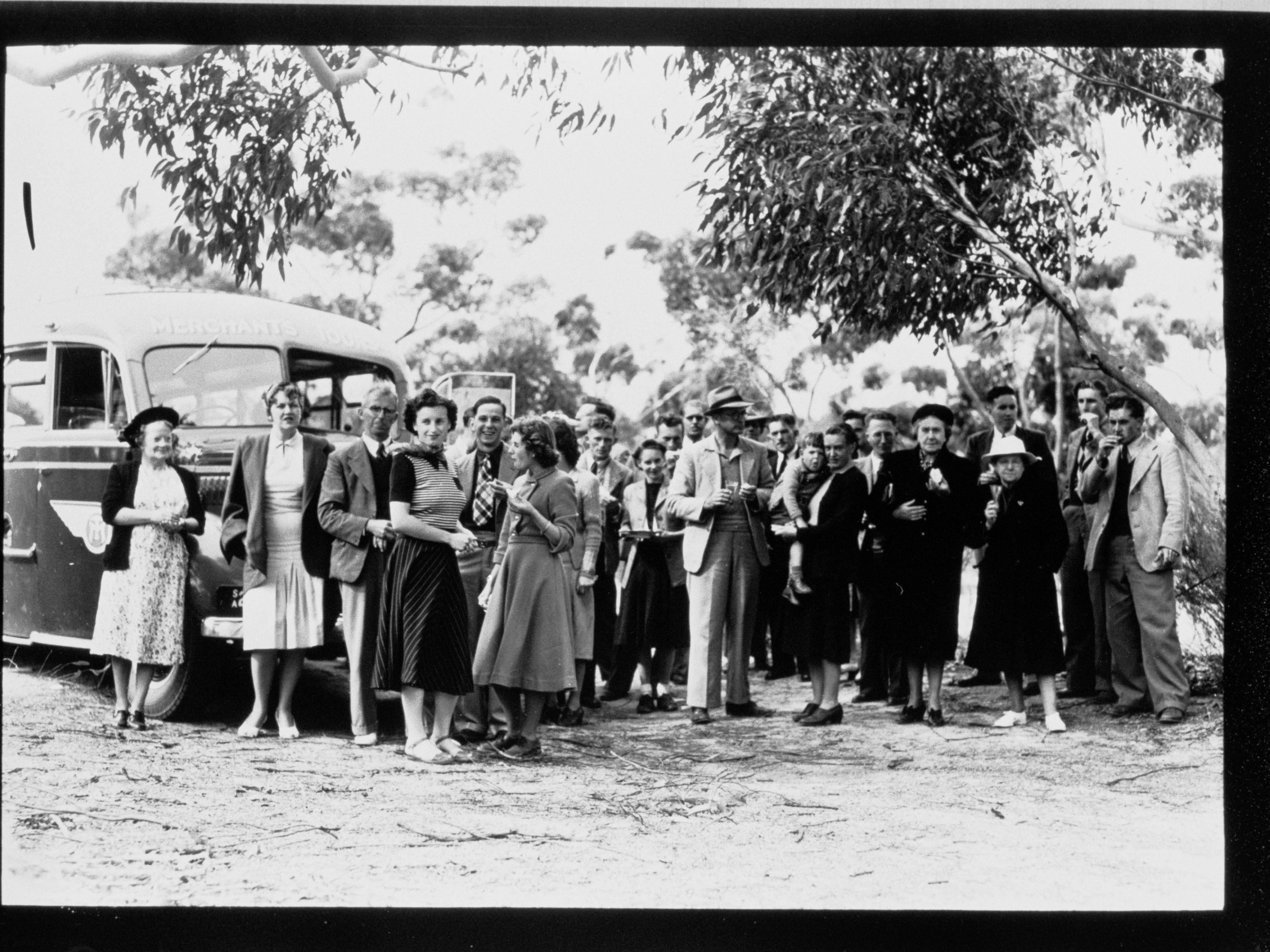
Turisti alla fermata dell'autobus a Coffin Bay in una foto d'epoca.

Coffin Bay basa la propria economia sul turismo: in virtù del clima mite e delle bellezze naturali circostanti, durante la bella stagione la popolazione locale arriva a decuplicare in virtù dell'afflusso di turisti da tutto il Paese.
All'interno della baia antistante l'abitato principale, a ridosso del molo del porticciolo turistico, sono inoltre situati i filari dedicati all'acquacoltura di ostriche molto rinomate a livello locale e nazionale.

## Infrastrutture e trasporti
Coffin Bay è raggiungibile a partire da una diramazione della Flinders Highway che collega Port Lincoln a Ceduna.
La città rappresentava il capolinea della Coffin Bay Tramway, operante fra il 1966 ed il 1989 per trasportare sabbia (da usare come flussante negli altoforni a Whyalla, Port Kembla e Kwinana) verso il porto di Port Lincoln per conto della BHP Group. Dopo la chiusura, i binari della tramvia sono stati rimossi nel 2001.